# Ángel Vicioso
Ángel Vicioso Arcos (n. a 13 de abril de 1977 em Alhama de Aragón, Zaragoza) é um ciclista espanhol. Estreiou como ciclista profissional em 1999 com a equipa Kelme-Costa Branca. Destaca como sprinter.
Depois de um passagem em 2011 na equipa italiana Androni Giocattoli de categoria Profissional Continental, em 2012 tem alinhado pela equipa Pro Tour russa Katusha.
Em 2013 foi suspenso pela sua equipa Katusha devido a sua declaração como testemunha na Operação Puerto, ao ter sido cliente de Eufemiano Fuentes. Segundo a versão da equipa, Vicioso tinha-lhes dito que não teria que declarar quando finalmente sim foi citado pela juiz. Depois de assistir ao julgamento, o Katusha decidiu levantar a suspensão que o manteve afastado da equipa durante oito dias.
Ao final da temporada de 2017 anunciou a sua retirada do ciclismo depois de dezanove temporadas como profissional e com 40 anos de idade.

## Palmarés
| 2000 - 1 etapa da Volta à La Rioja 2001 - G. P. Miguel Indurain - Clássica de Sabiñánigo - 1 etapa da Volta ao Alentejo 2002 - G. P. Miguel Indurain - Klasika Primavera 2003 - 1 etapa da Volta ao País Basco - 1 etapa da Volta à Catalunha 2004 - 2 etapas da Euskal Bizikleta 2005 - 2 etapas da Euskal Bizikleta 2006 - 1 etapa da Volta a Suíça 2007 - 1 etapa da Volta ao País Basco - 1 etapa da Volta das Astúrias - 2 etapas da Volta à Comunidade de Madri | 2008 - Volta das Astúrias, mais 1 etapa - 1 etapa da Volta à Comunidade de Madri 2009 - 2 etapas da Volta das Astúrias 2010 - G. P. de Llodio - Volta à La Rioja - 1 etapa da Volta a Astúrias 2011 - G. P. Indústria e Artigianato-Larciano - 1 etapa do Giro d'Italia 2015 - G. P. Miguel Indurain 2016 - 2º no Campeonato da Espanha em Estrada |

## Resultados nas grandes voltas
| Carreira           | 1999 | 2000 | 2001 | 2002 | 2003 | 2004 | 2005 | 2006 | 2007 | 2008 | 2009 | 2010 | 2011 | 2012 | 2013 | 2014 | 2015 | 2016 | 2017 |
| ------------------ | ---- | ---- | ---- | ---- | ---- | ---- | ---- | ---- | ---- | ---- | ---- | ---- | ---- | ---- | ---- | ---- | ---- | ---- | ---- |
| Giro d'Italia      | -    | 72º  | -    | 50º  | -    | -    | -    | -    | -    | -    | -    | -    | 71º  | 69º  | Ab.  | Ab.  | -    | -    | Ab.  |
| Tour do França     | -    | -    | -    | -    | Ab.  | Ab.  | 64º  | -    | -    | -    | -    | -    | -    | -    | -    | -    | -    | 129º | -    |
| Volta a Espanha    | -    | -    | 52º  | -    | 67º  | -    | 47º  | -    | -    | -    | -    | -    | -    | 95º  | 80º  | -    | 103º | -    | -    |
| Mundial em Estrada | -    | -    | 23º  | -    | -    | -    | -    | -    | -    | -    | -    | -    | -    | -    | -    | -    | -    | -    | -    |

## Equipas
- Kelme-Costa Branca (1999-2002)
- ONCE-Eroski (2003)
- Liberty Seguros-Würth (2004-2006)
- Relax-GAM (2007)
- La Aluminiosa-MSS (2008)
- Andaluzia-Cajasur (2009-2010)
- Androni Giocattoli (2011)
- Katusha (2012-2017)
  - Team Katusha (2012-2016)
  - Team Katusha-Alpecin (2017)